# Kalle Rovanperä
Kalle Rovanperä, född 1 oktober 2000 i Jyväskylä, är en finländsk professionell rallyförare som kör för Toyota Gazoo Racing i WRC.
Han är son till förre rallyföraren Harri Rovanperä och Han har tidigare kört för Škoda i WRC 2.
Rovanperä är trefaldig lettisk mästare i rally, 2015 i tvåhjulsdrivna klassen och 2016 och 2017 i fyrhjulsdrivet.

## Vinster i WRC

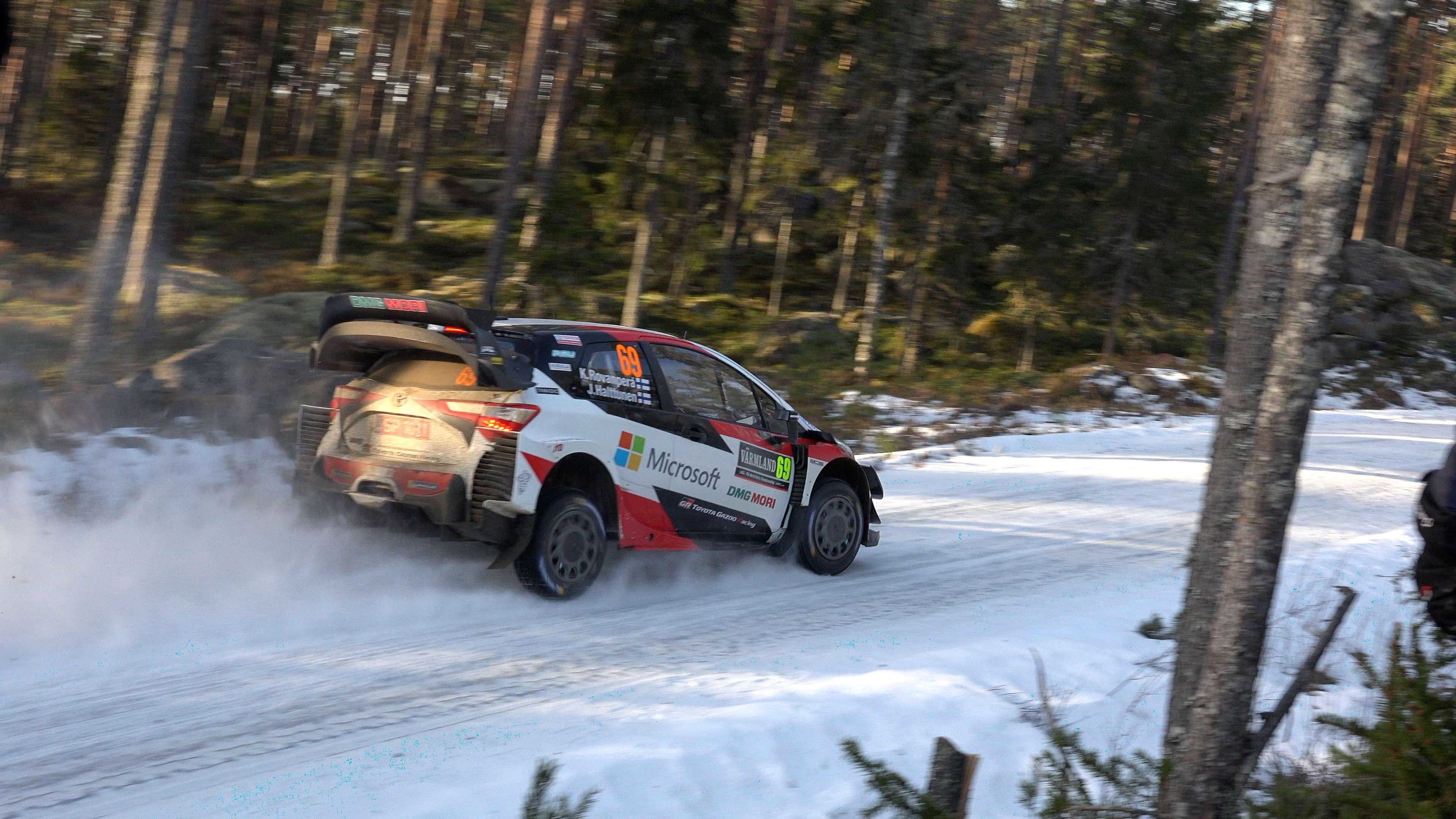
Rovanperä i Rally Sweden 2020.

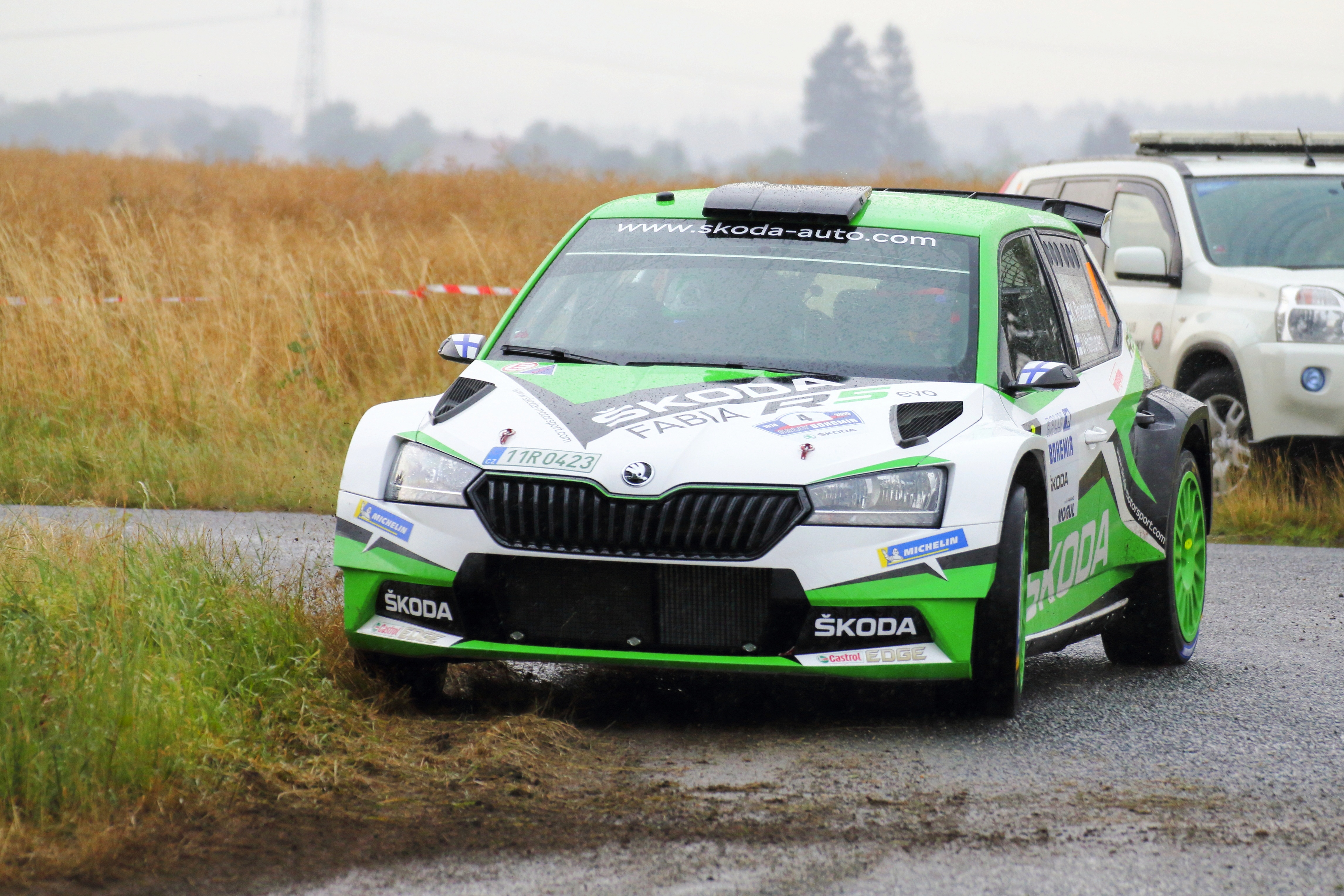
Rovenperä under Rally Bohemia i Tjeckien, 2019.

| Säsong | Tävling                                                                                   | Co-driver      | Bil                    |
| ------ | ----------------------------------------------------------------------------------------- | -------------- | ---------------------- |
| 2021   | Rally Estland Akropolisrallyt                                                             | Jonne Haltunen | Toyota Yaris WRC       |
| 2022   | Rally Sweden Croatia Rally Rally de Portugal Safarirallyt Rally Estland Rally New Zealand | Jonne Haltunen | Toyota GR Yaris Rally1 |

## Karriär

### Youtube
Rovanperä uppmärksammades tidigt då han som 8-åring körde en rallypreparerad Toyota Starlet i flera videor på Youtube.

### Lettland
Han började som 13-åring tävla i rallysprintar i Lettland 2013, där reglerna tillåter det. 2015 debuterade han i lettiska mästerskapet som 15-åring och vann R2-klassen i en Citroën C2 R2. 
2016 körde han en Škoda Fabia R5 och deltog i åtta tävlingar och vann fem på sin väg att bli lettisk mästare. 
Året efter, 2017, vann han fyra av sju deltävlingar och blev mästare igen, denna gång delade han året mellan att köra en Škoda Fabia R5 och en Ford Fiesta R5.

### WRC
Rovanperä debuterade i WRC under Wales Rally GB 2017 med en Ford Fiesta R5 i WRC-2 klassen, då han plockats in av Ford M-Sport som juniorförare.
Inför 2018 skrev han istället kontrakt med Škoda Motorsport för att tävla i WRC-2 mästerskapet.